# Przatów Górny
Przatów Górny – wieś w Polsce położona w województwie łódzkim, w powiecie zduńskowolskim, w gminie Szadek. W skład tego sołectwa wchodzi wieś Przatów Dolny i osada Przatówek.
W latach 1975–1998 miejscowość administracyjnie należała do województwa sieradzkiego.
Po dawnym założeniu dworskim, w części wsi zwanej Przatowem Dolnym, pozostał zdewastowany park. W jego pn. części jest aleja grabowa, rzadki gatunek drzewa o nazwie katlapa zwyczajna oraz dwa drzewa pomnikowe przy drodze do Dziadkowic. W zach. części parku dwa stawy. Zachował się, przy bramie wjazdowej, spichlerz z XIX w., w którym, w piwnicy, można zobaczyć dawny karcer. Wraz ze spalonym w 1952 r. dworem należał przed wojną do Hałaczkiewiczów, a z wianem córki przeszedł do Makarczyków. Po wojnie istniała tu Rolnicza Spółdzielnia Produkcyjna.

## Zabytki
Według rejestru zabytków Narodowego Instytutu Dziedzictwa na listę zabytków wpisane są obiekty:
- spichlerz, XIX w., nr rej.: 438 z 25.07.1967
- park, nr rej.: 10 z 20.08.1977